# Adolphe Godin de Lépinay
Pour les articles homonymes, voir Godin et Lépinay.
Nicolas Joseph Adolphe Godin de Lépinay de Brusly est un ingénieur des ponts et chaussées français né le 10 octobre 1821 au château de Moriolles sur la commune de Lissac-sur-Couze, et décédé à Paris le 13 janvier 1898.

## Biographie

### Jeunesse
Adolphe est le fils de Nicolas Jacques Godin de Lépinay, lieutenant de vaisseau, et de Félicité Joséphine Ernault de Brusly. Après le décès de son père, il fut pris en charge ainsi que son frère cadet, Gaston, par son oncle, le colonel Godin de Lépinay, et par sa tante, l'aînée des demoiselles de Brusly. Ils furent adoptés et on leur conféra à l'un et à l'autre le titre de baron de Brusly.

### Des études brillantes
Adolphe fut l'un des meilleurs élèves du collège de Brive: n'ayant pas encore seize ans, il dut attendre presque un an avant de pouvoir se présenter au baccalauréat. En 1840, il fut admis à l'École Polytechnique et en sortit en 1842 avec le numéro 17 au classement général, ce qui lui permit d'entrer à l'École nationale des ponts et chaussées le 20 novembre 1842.

## Travaux et réalisations

### Les premières études: les chemins de fer
Nommé ingénieur de deuxième classe en 1847, en résidence à Brive, il fut chargé d'une étude pour l’exploitation des eaux de la Vézère, entre les Gorges du Saillant et la limite du département de la Corrèze. Cette étude fut exploitée pour construire le barrage du Saillant.
La première grande étude de sa carrière fut celle du tracé de plusieurs lignes de chemin de fer en France et en Algérie, dont notamment Brest-Rennes et Alger-Constantine.
- En Algérie

Les tracés des chemins de fer algériens lui doivent beaucoup. En 1852, il part une première fois pour faire l’étude du chemin de fer entre Philippeville et Constantine. Il y retourne en 1859 pour travailler sur trois différents projets, d’abord il étudie des tracés de chemin de fer, de Oran à Saint- Denis-du-Sig et notamment celui de Alger à Constantine, mesurant près de 400 km. En même temps il s’occupe des tracés de routes à travers la Kabylie, de Sétif à Bougie. De retour en 1860, il termine son étude de tracés de chemins de fer, de routes, et réalise une carte de la Kabylie. À la suite de ces travaux, il sera nommé Secrétaire de la Commission supérieure du chemin de fer Transsaharien de 1879 à 1884. Il sera également décoré de la distinction de chevalier de la Légion d'honneur par Napoléon III le 18 septembre 1860 pour ses réalisations en Algérie.
- En France

Si sa notoriété de l’époque est due à l'étude du tracé du réseau de chemins de fer Paris-Orléans, il œuvra principalement pour le développement du Limousin et du bassin de Brive en particulier, notamment par la réalisation du trajet Limoges-Toulouse par Uzerche et Brive.
En 1872 le Conseil général de la Corrèze lui demande la conception d’un atlas du département. L’année suivante, il remit un atlas départemental à la fois topographique, agricole et géologique.
Grâce à son poste de Conseiller général du canton de Larche, il a pu participer à un grand nombre de projets pour développer la Corrèze. Son collègue des Ponts et Chaussées, l’ingénieur en chef comte d’Ussel a d’ailleurs dit à son propos, « Son action a laissé dans le département des traces durables. Peu d’hommes l’ont aussi utilement servi. »
- Un géographe

Ses voyages ne s’arrêtent pas là, en 1858, il part étudier des chemins de fer pour une ligne d'Athènes au port le Pirée.
En 1862 il effectua plusieurs missions au Mexique, pour étudier le tracé ferroviaire entre Veracruz et Córdoba d’une distance de 27 km, il pensait pouvoir continuer jusqu’à Orizaba. Mais les conditions n’étaient pas favorables, en raison de l’endémie de fièvre jaune qui y sévissait.
Bien que ce ne fût pas sa formation d’origine, Godin de Lépinay a su, à force de tracer des chemins de fer, des routes, des canaux, développer des compétences en tant que géographe-cartographe. Il s’investit donc dans la Société de géographie, et en devient le secrétaire général.

### Étude sur le canal de Panama
Adolphe de Lepinay fut également l'auteur de tracés de canaux, dont celui de Panama reliant l'Océan Atlantique à l'Océan Pacifique.
Tout avait mal commencé puisque - de nombreux intérêts étaient en jeu, et Godin de Lépinay étant « trop » intègre pour se laisser influencer - son projet de canal à écluses fut éliminé, bien que probablement moins dispendieux en argent et moins risqué en vies humaines que celui de porté par le célèbre Ferdinand de Lesseps, initiateur du canal de Suez qui souhaitait réaliser un canal à niveau. Ceci est d’autant plus regrettable qu’il était le seul, parmi les ingénieurs à proposer un projet, à avoir de l’expérience dans l’exécution de travaux dans des pays tropicaux. Finalement, Lesseps adopta en 1887 un projet comportant dix écluses permettant ainsi à l'ouvrage de s'adapter au relief de la région, et qui seront conçues par Gustave Eiffel. Lépinay prévoyait un canal à écluse avec un lac artificiel pour que les bateaux puissent se croiser et pour réguler les crues du fleuve Chagres.
Si le projet de Lépinay avait été adopté dès le début, le canal aurait peut-être été terminé plus tôt, et la faillite financière aurait peut-être été évitée.
Adolphe Godin de Lépinay jouit d'une renommée internationale, principalement outre-Atlantique. Cette notoriété n’a pas son équivalent en France où il est parmi les « grands oubliés » de l’histoire des bâtisseurs et des ingénieurs de talents, loin de Ferdinand de Lesseps ou de Gustave Eiffel.

## Activités personnelles

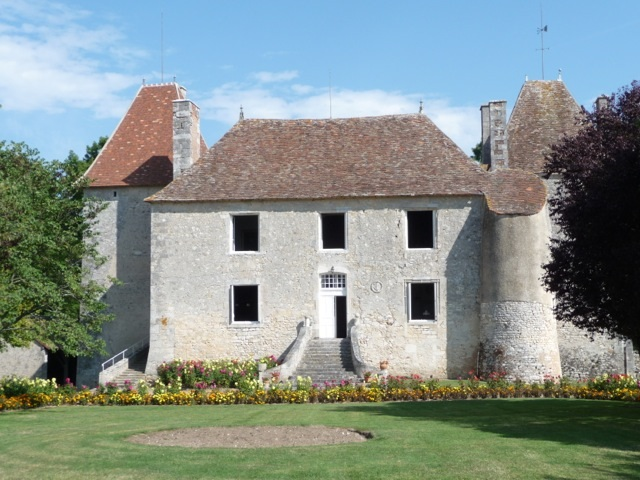
Domaine du Ry-Chazerat, à Journet (Vienne)

Adolphe Godin de Lépinay était un républicain modéré. Lors du siège de Paris pendant la guerre franco-prussienne, dans le but de transmettre des informations au gouvernement en exil, Adolphe de Lépinay accepta de quitter Paris de nuit et en ballon, le 28 décembre 1870, mais la mission préparée par les aérostiers fut un échec. Ils atterrirent en Bavière, où ils furent emprisonnés au moins 52 jours.
Adolphe Godin de Lépinay a toujours été ancré dans ses terres. Il quitta la Corrèze et se retira dans le Poitou, au château du Ry-Chazerat dans la commune de Journet, dans la Vienne. Il souhaita y développer le travail de la terre et regarder la nature et l’environnement avec les yeux du grand voyageur qu’il fut. Il y planta notamment des orangers qu’il avait rapportés du Mexique. Mais la vie scientifique lui manquait. Il reprit donc le chemin de Paris et vécut ainsi entre son vaste domaine et la Capitale. Rapidement sa vue se dégrada et ne lui permit plus de participer à de nouveaux projets mais son esprit était toujours intact pour partager son savoir lorsqu’on le sollicitait.
Il a été un des membres fondateurs de la Société scientifique, historique et archéologique de la Corrèze, en 1878, avec son frère, Gaston, qui a été président de cette société.
Après son décès en 1898, sans héritier, il légua le domaine du Ry-Chazerat, avec son château, son parc et ses fermes (environ 1 000 hectares) à l’Académie des sciences qui en est aujourd’hui propriétaire.

## Distinction
- Chevalier de la Légion d’honneur, en 1860[3].